# Karen Rønde
Karen Rønde (født 29. januar 1973 i Aarhus) er en dansk jurist og tidligere folketingsmedlem, valgt for Venstre.
Rønde er opvokset i Langå, blev student fra Amtsgymnasiet i Hadsten i 1991 og cand.jur. fra Aarhus Universitet i 2001. Hun blev advokat med møderet for Landsretterne i 2005 og har siden været ansat ved Bech-Bruun, hvor hun specialiserer sig i medieret, immaterialret og procedure.
Hendes politiske karriere begyndte i studieårene, hvor hun var formand for Venstres Ungdom i Aarhus 1994. I 1997 engagerede hun sig i studenterpolitik som medlem af Aarhus Universitets konsistorium. Hun blev siden folketingskandidat for Venstre i Hammelkredsen og indvalgt i 1998, men gensopstillede ikke ved folketingsvalg 2001.
Fra maj 2007 til marts 2008 havde hun et barselsvikariat som studievært på DR2's Deadline.
Rønde var valgt som rigsretsdommer af Folketinget i Rigsretssagen mod Inger Støjberg.